# Banco pesquero canario-sahariano
El banco pesquero canario-sahariano está situado en la costa noroccidental de África. Recibe su nombre de bañar las aguas de Canarias y el Sáhara.
Su riqueza se debe a  la presencia de la corriente de las Islas Canarias, una corriente fría, que gracias a los afloramientos de aguas profundas es muy rica en nutrientes.
El banco pesquero ha tenido gran importancia histórica, dado que la pesca en sus aguas ha atraído desde la antigüedad a pueblos como fenicios y romanos. Las faenas pesqueras en sus diferentes caladeros también explica el interés mostrado por la Corona de Castilla en la conquista de Canarias.